# Mais ou et donc Ornicar
Pour l’article homonyme, voir Mais où est donc Ornicar ?.
Pour plus de détails, voir Fiche technique et Distribution.
Mais où et donc Ornicar est un film français réalisé par Bertrand Van Effenterre, sorti en 1979.

## Synopsis
Les relations avec leur entourage et les destins entrecroisés de différents personnages, autour de la trentaine, qui se croisent et se perdent de vue dans la société urbaine moderne, expérimentant et explorant les relations sociales, à la recherche de leur propre désir. 

## Fiche technique
- Titre : Mais où et donc Ornicar
- Réalisation : Bertrand Van Effenterre, assisté de Claire Denis
- Scénario : Bertrand Van Effenterre et Dominique Wolton
- Photographie : Nurith Aviv
- Son : Pierre Gamet
- Décors : Max Berto
- Musique : Antoine Duhamel
- Montage : Joële van Effenterre
- Sociétés de production : Mallia Films
- Pays d'origine :  France
- Durée : 110 minutes
- Date de sortie : 28 février 1979

## Distribution
- Geraldine Chaplin
- Brigitte Fossey
- Jean-François Stévenin
- Didier Flamand
- Jean-Jacques Biraud
- Roland Blanche
- Anna Prucnal
- Jean-Pierre Bagot
- Michèle Simonet
- Michel Berto
- Willy Rameau[1]